# Casbia vagaria
Casbia vagaria là một loài bướm đêm trong họ Geometridae.